# 領内村 (三重県)
領内村（りょうないむら）は三重県多気郡にあった村。現在の大台町の西部、宮川の上流域にあたる。

## 地理
- 山岳：総門山、白倉山
- 河川：宮川

## 歴史
- 1889年（明治22年）4月1日 - 町村制の施行により、多気郡明豆村・御棟村・小滝村・神滝村・滝谷村・大井村・南村・唐櫃村の区域をもって領内村が発足。
- 1956年（昭和31年）5月3日 - 多気郡荻原村と合併して宮川村が発足。同日領内村廃止。